# Gnophomyia quartaria
Gnophomyia quartaria is een tweevleugelige uit de familie steltmuggen (Limoniidae). De soort komt voor in het Oriëntaals gebied.